# Kalama (genus)
Kalama is een geslacht van wantsen uit de familie netwantsen (Tingidae). Het geslacht werd voor het eerst wetenschappelijk beschreven door Puton in Lethierry & Puton in 1876.

## Soorten
Het genus bevat de volgende soorten:

- Kalama acalyptoides (Golub, 1975)
- Kalama aethiops (Horvath, 1905)
- Kalama aridula (Jakovlev, 1902)
- Kalama beckeri (Jakovlev, 1871)
- Kalama brevicornis (Ferrari, 1884)
- Kalama coquereli Puton in Lethierry and Puton, 1876
- Kalama coriacea (Asanova, 1970)
- Kalama cretica (Pericart, 1979)
- Kalama eckerleini (Pericart, 1979)
- Kalama froeschneri (Rodrigues, 1970)
- Kalama fuentei (Puton, 1895)
- Kalama henschi (Puton, 1892)
- Kalama iberica (Horvath, 1905)
- Kalama inermis (Golub, 1975)
- Kalama josifovi Pericart, 1992
- Kalama kiritshenkoi Golub, 2005
- Kalama koreana (Lee, 1967)
- Kalama levantina (Pericart, 1981)
- Kalama lugubris (Fieber, 1861)
- Kalama marqueti (Puton, 1879)
- Kalama montisclari Ribes and Pagola-Carte, 2008
- Kalama moralesi (Ribes, 1975)
- Kalama oromii (Ribes, 1978)
- Kalama pusana (Drake and Maa, 1955)
- Kalama putonii (Stal, 1874)
- Kalama reuteri (Horvath, 1906)
- Kalama ribesi (Pericart, 1979)
- Kalama scutellaris (Linnavuori, 1977)
- Kalama sicardi (Puton, 1894)
- Kalama theryi Montandon, 1897
- Kalama tricornis (Schrank, 1801)
- Kalama vinokurovi (Golub, 1979)
- Kalama wangi Golub, Luo and Vinokurov, 2012